# Perruche de Pennant
Platycercus elegans
Espèce
Répartition géographique
Statut de conservation UICN

 LC  : Préoccupation mineure
Statut CITES
La Perruche de Pennant (Platycercus elegans) ou perruche flavéole, est une espèce d'oiseaux de l'est et du sud-est de l'Australie.

## Nomenclature
Le nom de cette perruche commémore le naturaliste Thomas Pennant (1726-1798).

## Description
La perruche de Pennant mesure de 32 à 36 cm de longueur pour une masse de 130 g.
Certaines sous-espèces arborant des plumages très différents, la description suivante correspond à la forme type.
Le plumage de cet oiseau présente une dominante rouge avec des taches noires sur le dos et les ailes. Les bordures ailaires, la gorge et le menton sont bleues, coloration débordant quelque peu sur l'avant des joues. La queue est multicolore : les quatre rectrices centrales sont vertes et les latérales noires bordées de bleu. Le bec et les pattes sont gris clair, les iris bruns.
Le dimorphisme sexuel est peu marqué : la femelle présente une tête et une poitrine d'un rouge moins pur que le mâle ainsi que la tête et le bec moins larges.
Les immatures ont le haut du corps et la queue vert. Cette coloration disparaîtra progressivement au cours des deux premières années de vie.

## Répartition et sous-espèces

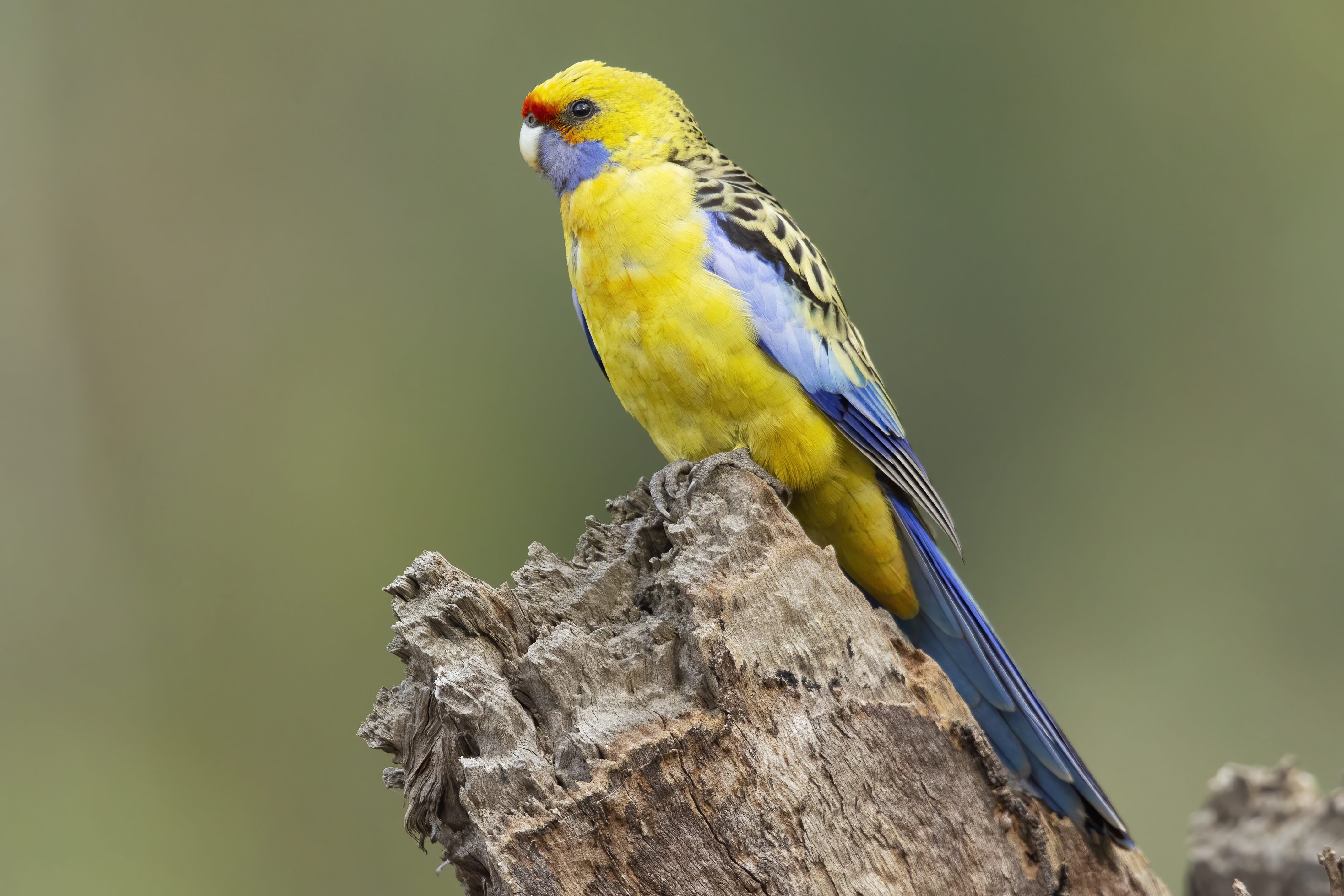
Platycercus elegans flaveolus, sous-espèce de la perruche de Pennant, vers Deniliquin, Australie. Novembre 2021.

Selon la classification de référence du Congrès ornithologique international (15.1, 2025) elle se répartit en sept sous-espèces :
- P. e. nigrescens Ramsay, 1888 — péninsule du cap York (sud-est) ;
- P. e. filewoodi McAllan @ Bruce, 1989 — est du Queensland ;
- P. e. elegans (Gmelin, 1788) — sud-est de l'Australie ;
- P. e. melanopterus North, 1906 — île Kangourou ;
- P. e. adelaidae Gould, 1840 — de la péninsule Fleurieu et mont Lofty ;
- P. e. subadelaidae Mathews, 1912 — chaîne de Flinders (sud) ;
- P. e. flaveolus Gould, 1837 (Perruche flavéole) — forêts d'eucalyptus du bassin des fleuves Murray et Murrumbidgee ; elle mesure environ 33 cm ; sur cette sous-espèce, le rouge des autres sous-espèces est remplacé par du jaune ; la femelle se distingue du mâle par la présence de marques rouge orangé sur la poitrine ; elle est parfois considérée par certains auteurs comme une espèce à part entière.

Cet oiseau a été introduit en Nouvelle-Zélande et sur l'Île Norfolk.

## Habitat
Elle est très courante dans les zones boisées parsemées de milieux cultivés, les forêts et les jardins de montagne.

## Comportement
Presque toutes les Perruches de Pennant sont sédentaires, même si parfois quelques populations sont considérées comme nomades, aucune n'est vraiment migratrice. En dehors de la saison de reproduction, elles ont tendance à se rassembler en couples ou en petits groupes et à s'alimenter ensemble. Les groupes les plus importants sont généralement composés de jeunes qui se réunissent en bandes pouvant aller jusqu'à 20 individus. Quand ils cherchent leur nourriture sur le sol, ils sont bien visibles et bruyants. Les Perruches de Pennant sont monogames, et pendant la saison de reproduction, les oiseaux adultes ne se rassemblent pas en groupes et restent avec leur partenaire pour se nourrir.

## Alimentation
Les perruches de Pennant se nourrissent de graines d'eucalyptus, de bourgeons et d'herbes mais aussi de fruits et d'insectes. il est facile de les apprivoiser en disposant des boules de graines à leur disposition et à les mener ainsi à venir progressivement manger dans la main humaine.

## Reproduction
Les perruches se font un nid dans un creux d'arbre où la femelle pond 5 œufs qu'elle couvera seule pendant 20 ou 21 jours. Les deux parents nourriront les petits pendant un mois avant qu'ils ne s'envolent.
Seules certaines variétés sont considérées comme domestiques.

## Galerie

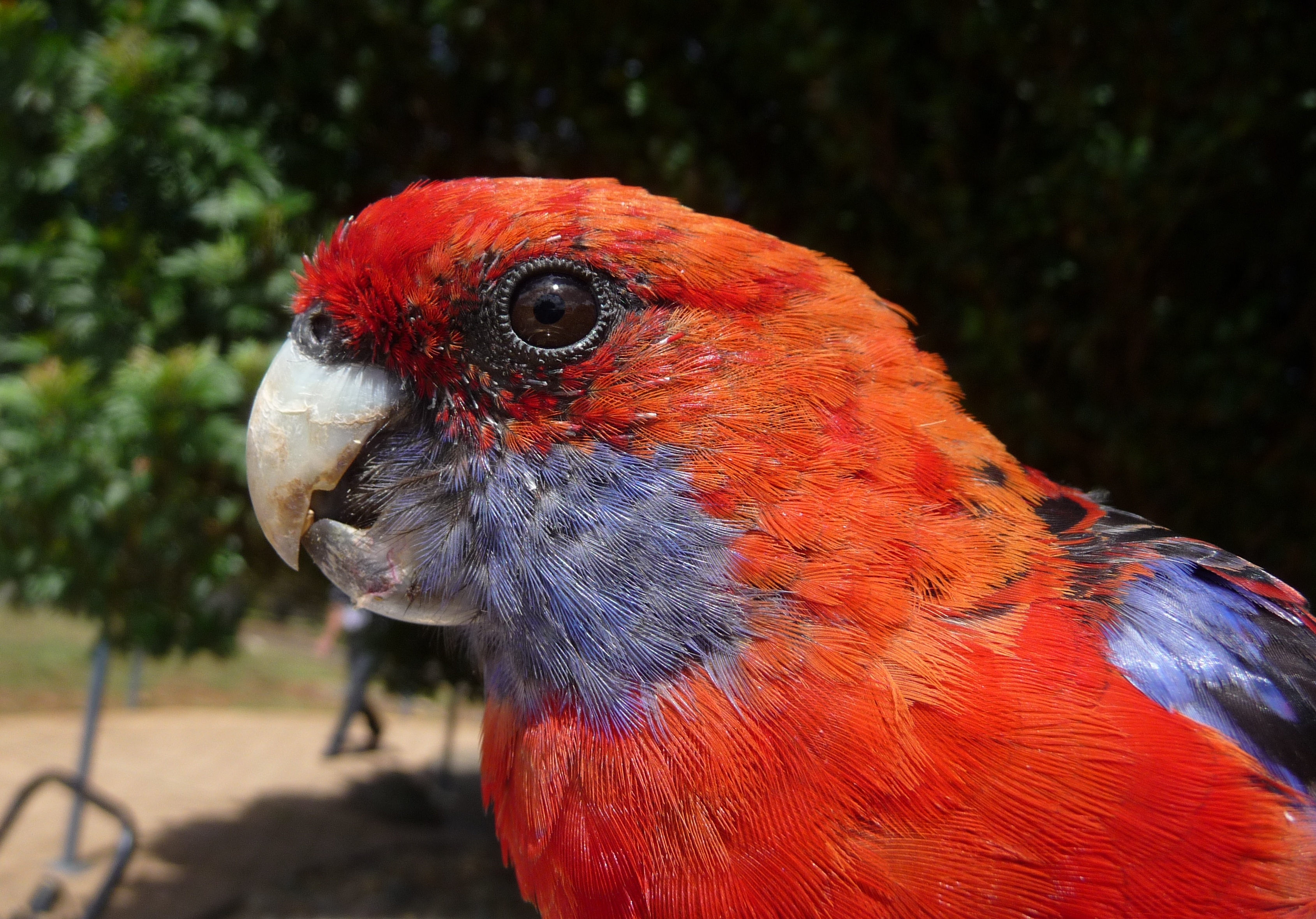
Au Lamington National Park, dans le Queensland.
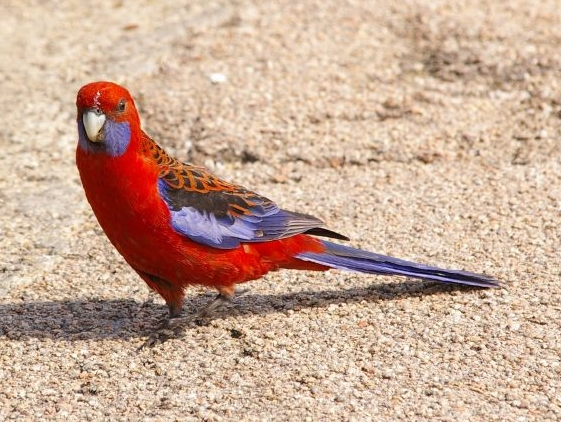
Perruche de Pennant (Platycercus elegans), mont Buffalo.
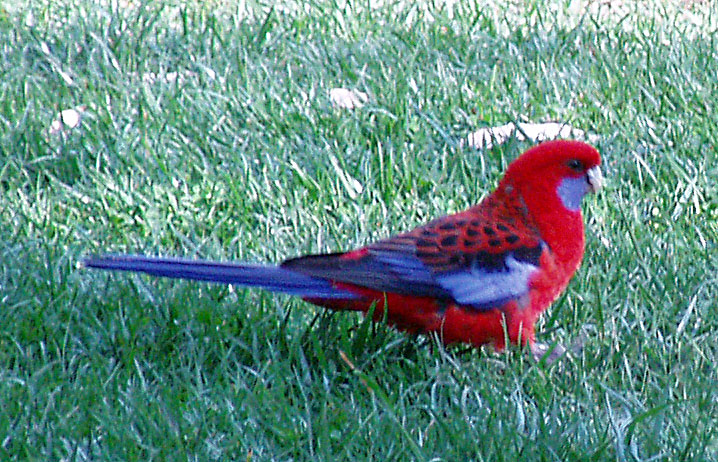
Perruche de Pennant (Platycercus elegans) à l'Australian National Botanic Gardens, Canberra (Australie)
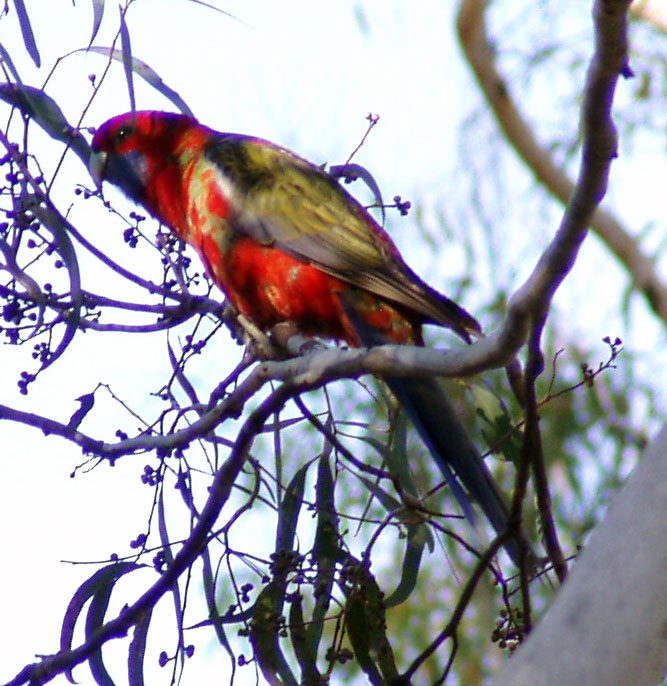
Jeune